# Marcus (Toreut)
Marcus war ein antiker römischer Toreut (Metallarbeiter), der während der römischen Kaiserzeit an einem nicht mehr genauer bestimmbaren Ort tätig war.
Marcus ist heute nur noch aufgrund eines Signatur auf einem Schwert aus Eisen bekannt. Dieses wurde in Ödeshög in Schweden gefunden. Die Signatur lautet: lateinisch MARCI M(ANV), zu Deutsch in etwa durch Marcus’ Hand (sc. geschaffen).

## Einzelbelege
1. ↑  Ramsay MacMullen und auf dessen Aufsatz basierend Das Künstlerlexikon der Antike geben den Fundort fälschlich mit Dänemark an
2. ↑  CIL 13, 10036,64.

| Personendaten    | Personendaten                              |
| ---------------- | ------------------------------------------ |
| NAME             | Marcus                                     |
| KURZBESCHREIBUNG | antiker römischer Toreut                   |
| GEBURTSDATUM     | 1. Jahrhundert v. Chr. oder 1. Jahrhundert |
| STERBEDATUM      | 1. Jahrhundert oder 2. Jahrhundert         |